# 江祏
江祏（5世纪—499年8月4日），字弘业，濟陽考城人，南朝齐高官。

## 家世
江祏是济阳考城人。祖父江遵，宁朔参军。父江德驎，司徒右长史。江祏年轻时就和姑母之子即自己的表兄萧鸾亲近如兄弟。

## 仕途
南朝宋末年，江祏出仕，历任晋熙国常侍、萧鸾叔父齐王即后来的南朝齐开国之君齐高帝萧道成下属徐州西曹、员外郎、西昌侯萧鸾下属冠军参军、滠阳令、齐武帝子竟陵王萧子良下属征北参军，尚书水部郎。萧鸾任吴兴郡太守，以江祏为郡丞，加宣威将军。
萧鸾侄萧遥欣年幼聪慧，萧鸾对江祏说：“遥欣虽年幼，观其神采，很有度量和才干，必成令器，未知年命如何。”
江祏又历任庐陵王萧子卿中军功曹记室、安陆王萧子敬左军谘议，领录事，京兆太守，除授通直郎，补南徐州别驾。与武帝弟南徐州刺史江夏王萧锋交好。
武帝孙萧昭业年间，萧鸾辅政，引江祏为心腹。隆昌元年（494年正月至七月），江祏由正员郎补授丹阳丞、中书郎。萧鸾为骠骑将军，镇守东府，以江祏为谘议参军，领南平昌太守，与萧诔在东府省内当值。萧鸾主政后，萧锋等藩王危惧，江祏曾对侍中王晏说：“江夏王有才行，也善于匿迹，教羊景之弹琴，羊景之出名了，而江夏王掩能于世，不仅仅是七弦而已，还有诸子百家。”萧锋闻言叹道：“江祏这是混沌画眉，想帮我，反而害我啊。寡人耽于声酒，爱好狗马，岂能再豪迈平生呢。”
新安王萧昭文刚被立为新帝后，人情未服，江祏常对萧鸾说君臣大节，萧鸾看看四周而不说话。萧鸾肩胛上有红色的痣，秘而不宣，江祏劝他示人。晋寿太守王洪范任满回京，萧鸾露出痣给他看，说：“人们都说这是日月相。卿不要泄漏这话。”王洪范说：“公身上有日月之相，怎么能隐藏呢。应该对公卿说。”萧鸾大悦。这时直后张伯、尹瓒等多次密谋起事，江祏、萧诔忧虑却没有办法，每天晚上都推托有事外出。萧鸾商定了登基计划后，加江祏宁朔将军。
萧鸾以录尚书事辅政，百官急忙到席，司徒左长史蔡约仍然穿着木屐。萧鸾对江祏说：“蔡氏本是礼度之门，故自可悦。”江祏说：“大将军有揖客，现在又看到了。”

### 辅佐明帝
萧鸾被进封为宣城王，太史密奏图纬说“一号当得十四年”。江祏入内，萧鸾高兴地给江祏看，说：“得此复何所望。”萧鸾即位后，史称齐明帝。迁江祏守卫尉，将军如故。封安陆县侯，邑千户。萧鸾追尊其母为景皇后，江祏祖父江遵因是景皇后之父，赠金紫光禄大夫，江祏父江德驎因是萧鸾舅父，也被赠光禄大夫。
时任尚书令的王晏很忌惮吏部尚书谢瀹，对江祏说：“彼上人者，难为酬对。”
建武二年（495年），江祏迁右卫将军，掌甲仗廉察。与明帝侄扬州刺史始安王萧遥光及尚书令徐孝嗣在蒋山南、钟山下为儒学家吴苞立馆，学者都归附吴苞。江祏招吴苞讲学。明帝下诏令公卿推举士人，江祏上书荐前广阳令明山宾有能治理繁难事务的才干。明帝不重学，对江祏说：“听闻山宾不停地谈书不辍，怎堪做官呢？”于是不用。
四年（497年），江祏转太子詹事。江祏身为外戚，处在亲要官职，势力冠绝当时。当年，北魏军南伐，明帝欲以妻弟西中郎长史刘暄为雍州刺史。刘暄想在朝中当官，不愿做边远官员，于是去求江祏。江祏对明帝说：“以前有人给刘暄相面，说他得一州就会受挫，今让他做雍州刺史，万一相面者说中了呢？”明帝默然，不久召出镇石头城的萧衍，让他做雍州刺史。远方有人给江祏送礼，诸王的名书和好物也为江祏所索取。但江祏家里很和睦，他待子侄也有恩意。
后来明帝诛杀王晏，知道王晏堂弟司徒左长史王思远曾劝谏王晏注意时事变化，对江祏说：“王晏早用思远语，当不至此。”
齐明帝因诸子尚年幼，倚仗侄子萧遥欣兄弟和外戚刘暄、江祏。齐明帝病重，永泰元年（498年），转江祏为侍中、中书令，出入殿省。七月，明帝崩，遗诏转江祏为右仆射，其弟卫尉江祀为侍中，刘暄为卫尉，“内外众事，无大小委徐孝嗣、遥光、坦之、江祏。”

### 顾命主政
明帝太子东昏侯萧宝卷即位，江祏参掌选事。齐明帝虽然让群臣顾命，但主要寄望于江祏兄弟。这时江祏兄弟轮流在殿内当值，什么事都要向他们禀报请示。十月，诏萧坦之、江祏轮流在殿省当值，总监宿卫；又诏刘暄、江祏改在延明殿省当值。
永元元年（499年），江祏领太子詹事。刘暄迁散骑常侍，右卫将军。江祏兄弟、刘暄及萧遥光、徐孝嗣、领军萧坦之六人作为明帝遗诏所定的辅政大臣，轮流下诏，时人呼为“六贵”。八月，萧衍闻之，对从舅录事参军张弘策说：“一国三公犹不堪，况六贵同朝，势必相图，乱将作矣。避祸图福，莫不如在此州，但诸弟在都城，恐怕遭难，应当另外与益州（指他的兄长刺史萧懿）图之。”于是秘密与张弘策修武备，招聚骁勇数万。萧懿罢益州刺史，仍行郢州事，萧衍派张弘策对萧懿说：“今六贵比肩，人自画敕，争权睚眦，理相图灭。主上在东宫就没有好名声，轻慢接近左右，慓轻忍虐，怎肯委政诸公，虚坐主位！嫌忌积久，必大行诛戮。”并评价能主政的只有江、刘，但江祏“无断”，刘暄“弱而不才”，“六贵”不久都将败亡。
江祏很推重散骑侍郎兼国子博士许懋，称他为“经史笥”。
东昏侯稍想为所欲为，徐孝嗣不能制止，萧坦之有时反对，而江祏坚决阻止，东昏侯深恨他。徐孝嗣劝江祏不要违逆皇帝，江祏说：“只要交给我，必无所忧。”东昏侯左右小人茹法珍、梅虫儿、祝灵勇、东冶军人俞灵韵、右卫军人丰勇之等都为东昏侯所委任，江祏曾抑止他们，他们切齿恨他。
东昏侯明显失德，江祏就商议要立皇帝的胞弟江夏王萧宝玄。刘暄与萧宝玄有隙，不与江祏同谋，想另立皇帝另一胞弟建安王萧宝寅。江祏又找萧遥光密谋，萧遥光自以为年长，想自立为帝，暗示江祏。江祀也认为年少的皇帝难保，劝江祏立萧遥光。江祏也改变主意，与江祀秘密劝吏部郎谢朓拥戴萧遥光，说江夏王年少轻脱，不堪社稷，一旦立了他，又不可再行废立，始安王年长，登基不违背物望，拥戴他不是为了富贵，是为了安国家。萧遥光以谢朓兼知卫尉事，谢朓害怕被牵连，以江祏之谋告诉太子右卫率左兴盛，左兴盛不敢说出去。谢朓又对刘暄说，一旦萧遥光登基，刘暄就地位不保，还会被认为反复之人。刘暄假装吃惊，骑马告诉江祏和萧遥光。萧遥光想出谢朓于东阳郡。之前，江祏拜访谢朓，谢朓说有一首诗，呼左右取来，又停了。江祏问其故，答“定复不急”，江祏认为是轻视自己。后来一次江祏及江祀、萧遥光党羽丹阳丞刘沨、城局参军刘晏都迎候谢朓，谢朓对江祏说“可谓带二江之双流”以为嘲弄。谢朓轻视江祏为人，江祏难堪，于是此时江祏设计构害他，坚决拒绝萧遥光的建议。他已得知谢朓把自己的图谋告诉了左兴盛，就将谢朓泄密给左兴盛的事告诉萧遥光，萧遥光大怒，发敕书抓捕谢朓付廷尉，与徐孝嗣、江祏、刘暄等连名弹劾谢朓“扇动内外，妄贬乘舆，窃论宫禁，间谤亲贤，轻议朝宰”，于是谢朓死于狱中。
江氏兄弟又秘密对萧坦之说欲立萧遥光，萧坦之说：“明帝取天下已非次，天下人至今不服。今若复作此事，恐四海瓦解。我不敢言。”并借丧母之机回家。刘暄认为如果萧遥光登基，自己就失去身为皇帝舅舅的尊荣，不肯认同江祏所议，导致江祏迟疑久不决。萧遥光大怒，派人刺杀刘暄，却被刘暄察觉，于是刘暄揭发江祏所谋，东昏侯命收捕江祏、江祀兄弟。当时是七月，当天，江祀在内殿当值，怀疑有异，遣信使报告江祏：“刘暄似有异谋，今作何计？”江祏说：“正应当静以镇之罢了。”不久东昏侯召江祏入见，留在中书省。先前，直斋袁文旷平定会稽太守王敬则之乱有功应当封赏，江祏不肯。东昏侯命袁文旷逮捕江祏，袁文旷用刀环撞江祏的心口，说：“还能夺我的封赏吗？”当天，江祏、江祀都被杀。
江祀的弟弟江禧娶刘沨妹，所以刘沨和江祏兄弟交好。江禧早卒，有子江廞，十二岁，闻之，对家人说：“伯父已经如此，无心独存。”投井而死。刘暄听闻江祏等死了，睡梦中大惊，跳到屋外，问左右：抓我的人到了吗？久后心神安定，回家坐下，大悲道：“不是感念江氏，我就要痛自己了！”徐孝嗣也心怀忧恐，但没有表露。
江祏身负重任却不忘财利，论者因此非议他。
江祏主政时，很是推荐提拔奉朝请江革，用为太子詹事府丞，认为江革才堪经国，令他参掌机务，诏诰文檄都托他写。江革遮掩形迹，外人不知。江祏被诛，宾客都牵连获罪，唯有江革因有智得免。
东昏侯召萧遥光入殿，告以江祏之罪，萧遥光害怕，回到中书省就装疯号哭，从此称病不复入台城。东昏侯担忧萧遥光不自安，欲转他为司徒让他回府，召他入宫谕旨。萧遥光害怕被杀，起兵作乱，败亡。此后，东昏侯左右捉刀、应敕之徒都恣横用事，时人谓之“刀敕”。
永元元年有童谣说：“洋洋千里流，流翣东城头。乌马乌皮袴，三更相告诉。脚跛不得起，误杀老姥子。”千里流指江祏，东城、跛脚都指萧遥光，老姥子指“孝”字，意指徐孝嗣。
先前，江祏与广州刺史范云交好，范云得到萧子良赏识时，江祏请求与范云之女结姻，酒酣，从巾箱中取剪刀给范云，说：“且以为聘礼。”范云笑受之。江祏富贵后，范云又趁酒酣说：“昔与将军俱为黄鹄，今将军化为凤皇，荆布之室，理隔华盛。”拿出剪刀还给他，江祏也和其他家族结姻。江祏败亡，妻儿流离，范云照顾他们。之前，江祏还将姨表弟曲江令徐艺托付给范云。曲江豪族谭俨被徐艺鞭打，以为耻，去京城控诉范云，范云获罪被征回京下狱，遇赦得免。
后东昏侯在后堂骑马，觉得惬意，看着左右说：“江祏曾禁止我骑马，他小子若在，我还能骑这个吗？”又问江祏亲戚还有谁在，答：“江祥还在铸造厂（被囚禁）。”东昏侯就在马上作敕书，赐江祥死。
十一月，都督江州军事、江州刺史陈显达举兵作乱，令长史庾弘远、司马虎龙写信给朝臣，极言江祏兄弟等被冤杀灭族。但陈显达不久即败亡。
江祏主政时，东昏侯胞弟南康王萧宝融为荆州刺史，江祏以南兖州刺史萧颖胄为西中郎长史、南郡太守，行荆州府州事。萧颖胄不平，说：“江公荡我辈出。”二年（500年），萧颖胄与萧衍一同起兵，长沙寺僧将数千两黄金铸成龙，埋在土中，称为下方黄铁，萧颖胄取此龙以充军实，于是叹道：“往年江祏斥我，至今始知祸福之无门啊。”十二月，萧颖胄与新兴太守夏侯详联名发檄文给京邑百官和诸州郡牧守，称江祏蒙冤被杀。三年（501年）二月，萧衍亦移檄京邑称江祏竭诚事上却被灭族。
齐和帝中兴元年（501年），赠江祏卫将军、开府仪同三司。
王亮在官居太子中庶子时，因江祏是明帝表弟，和他很友好，江祏称赞他，使得他愈发为明帝所器重，从此他就疏远了江祏。东昏侯初年，江祏主管朝政，多有进用提拔，为士子所归心，和王亮交好如初，王亮谄事江祏，被其任为吏部尚书，但多对江祏的选官有所异议。江祏被诛后，群小肆意而为，凡所除拜的官员都是源自内宠，王亮止不住。后来萧衍代齐称帝即梁武帝，天监四年（505年）夏，尚书左丞范缜为先前被废的王亮不平，武帝下玺书诘问范缜，指王亮“晚节谄事江祏，为吏部”等罪。

## 评价
- 《南齐书》赞曰：江、刘后戚，明嗣是维。废兴异论，终用乖疑。[1]
- 《南史》论曰：江祏立辟非时，竟蹈龙逄之血，“人之多僻”，盖诗人所深惧也。[2]

## 延伸阅读
[在维基数据编辑]
 《南齊書/卷42》，出自萧子显《南齊書》
 《南史·卷47》，出自李延壽《南史》